# Norsk bremuseum
Norsk bremuseum blev etableret i 1991 og ligger i bygden Fjærland inderst i Fjærlandsfjorden i Sogndal kommune i Sogn og Fjordane fylke i Norge. Museet er tegnet af Sverre Fehn og drives uden offentlig støtte. I juli 2007 passerede museet én million besøgende.
Norsk bremuseum ved arkitekt Sverre Fehn blev tildelt arkitekturprisen Betongtavlen for 1992 og Houens fonds diplom for 1994.
Bremuseet viser en indholdsrig forklaring på hvordan bræerne fungerer og hvordan de opstod. dertil er der mange spændende udstillinger og modeller af bræen og dens egenskaber. Der findes også en biografsal hvor man kan se en film om Jostedalsbreen.
Museet er åbent dagligt fra april til oktober. Det er oprettet som et fællesprojekt mellem Den Norske Turistforening, International Glaciological Society, the Norges vassdrags- og energidirektorat, Norsk Polarinstitutt, Høgskulen i Sogn og Fjordane, Universitetet i Bergen og Universitetet i Oslo.
Torsdag 19. juli 2007 blev der åbnet et nyt center for klimaforståelse ved museet. Ulltveit-Moe var den største af støttepersonerne som gav hele 15 millioner til Norsk Bremuseum for at museet kunne bygge denne ekstra klimadel. Tidligere vicepræsident i USA, Walter Mondale, var til stede for at foretage åbningen. Mondale stammer fra bygden og navnet Mondale kommer af Mundal i Fjærland.